# Nycteridopsylla chapini
Nycteridopsylla chapini är en loppart som beskrevs av Jordan 1929. Nycteridopsylla chapini ingår i släktet Nycteridopsylla och familjen fladdermusloppor. Inga underarter finns listade i Catalogue of Life.